# Ainay-le-Château
Ainay-le-Château é uma comuna francesa na região administrativa de Auvérnia-Ródano-Alpes, no departamento Allier.

## Património
- Muralhas de Ainay-le-Château